# Estatua-menhir del dolmen de Navalcán
La estatua-menhir del Dolmen de Navalcán es un menhir grabado hallado en Navalcán, en la comarca de Campana de Oropesa, en la provincia de Toledo (España). La estatua-menhir formaba parte del dolmen de Navalcán, pero actualmente se encuentra en el patio del Museo de Santa Cruz, en Toledo.
La estatua-menhir está decorada en sus cuatro lados, mostrando claramente una serpiente arrastrándose por la tierra y menos marcadas diferentes líneas, entre las que se pueden distinguir varias líneas dobles serpenteantes y un báculo. La piedra estaba encarada hacia el este.
Se encontraba a la entrada del dolmen de Navalcán, de unos cinco metros de largo, que se encuentra en el embalse de Navalcán, permaneciendo bajo el agua la mayor parte del tiempo, sólo visible en épocas de gran sequía. Su construcción redonda es del mismo tipo que los dólmenes de Azután y la Estrella.